# Nicholas Throckmorton
Nicholas Throckmorton (lub Throgmorton) (ur. 1515, zm. 12 lutego 1571 w Londynie) – angielski dyplomata i polityk.
Jego karierę wsparł Thomas Seymour, 1st Baron Seymour of Sudeley. Gdy w 1547 roku Seymour został ścięty, Trockmorton zdołał uniknąć łączenia jego nazwiska z jego procesem.
Zasiadał w parlamencie w latach 1545–1567 jako reprezentant miasta Devizes. Od maja 1559 do kwietnia 1564 był ambasadorem Anglii we Francji.
W maju 1565 był ambasadorem w Szkocji. Miał nie dopuścić by Maria Stuart i Henryk Stuart, lord Darnley pobrali się. Zawiódł. Po zabójstwie Darnleya, Elżbieta I Tudor znów wysłała Trockmortona do Szkocji w czerwcu 1567 roku. Szkoccy baroni właśnie uwięzili Marię, a Elżbieta kazała swemu ambasadorowi uzyskać jej uwolnienie. Trockmorton radził królowej wesprzeć baronów. W Szkocji działał inaczej niż kazali mu Elżbieta I i sir William Cecil. Działał również inaczej niż sam radził. Zaczął sprzyjać Marii i dbać o jej bezpieczeństwo. Szkoccy baronowie znali jego sympatię do Marii i niechętnie znosili obecność angielskiego dyplomaty. Gdy złamał zasady pokazując Marii listy jakie wiózł od Elżbiety do baronów, za co królowa angielska odwołała go do Londynu w sierpniu 1568 roku.
Oskarżony o udział w pro-stuartowskim spisku (1569), który zorganizował Thomas Howard, 4. książę Norfolk, Trockmorton został uwięziony przez jakiś czas w Windsorze.
Trockmorton zmarł w 1571 roku. William Cecil, który ciągle kłócił się z nim za życia, mówił o nim dobrze po śmierci, powtarzając, że szykował go jako swego następcę.